# Vincent Bilodeau
Pour les articles homonymes, voir Bilodeau.
Vincent Bilodeau est un acteur québécois né le 11 août 1951 à Québec (Canada). Il est le conjoint de la comédienne Andrée Cousineau.

## Biographie
Après avoir fait du théâtre d'été en 1983 (P.S. Ton chat est mort présentée à la Butte de Val-David) avec Mario Lirette, animateur-vedette à CKMF-FM 94,3, Vincent devient animateur des avant-midis de semaine à CKMF à l'automne 1984.

## Filmographie

### Télévision
- 1972 : Our Son the Stranger : Lucien
- 1972 : Quelle famille ! : Ti-Jean (un voyou)
- 1973 : L'Homme aux faux diamants de braise : Mathieu Lafrenière
- 1974-1976 : La Petite Patrie : Clément Germain
- 1977-1979 : Dominique : Pierre-Luc Dupuis
- 1978 : Duplessis (mini-série) : Louis Pelisson
- 1985-1987 : Manon : Dr Stéphane Joly
- 1988 : Avec un grand A : Véronique et Louis : Dr Dumais
- 1991 : Lance et compte : Tous pour un : Jean-Marie Monette
- 1993 : Scoop II : Policier Simard
- 1993 : Au nom du père et du fils : Honoré Villeneuve
- 1994 : Le Sorcier : Honoré Villeneuve
- 1995 : Les Grands Procès : Raymond Durand
- 1995 : Les Aventures de la courte échelle : Monsieur Lancelot
- 1996 : Avec un grand A : L'Enfer de l’âge d’or : Roger
- 1997 : Omertà 2, la loi du silence : Bertrand Chicoine
- 1998 : Catherine (saison 1, épisode 8) : Roger
- 1999 : Radio : Éric Vincent
- 2002 : Les Country Bears : Henry Dixon Taylor (voix)
- 2003-2005 : 100 Québécois qui ont fait le XXe siècle : présentateur
- 2003-2016 : L'Auberge du chien noir : Richard St-Maurice
- 2004 : Temps dur : Donald Sigouin
- 2004 : Les Ménés : Michel Mouky
- 2004-2006 : Les Bougon, c'est aussi ça la vie! : Chabot
- 2005 : René Lévesque : Georges-Émile Lapalme
- 2005-2006 : 3X Rien : M. Plante
- 2006-2007 : C.A. : André Lamontagne
- 2007-2009 : Bob Gratton : ma vie, my life : Rodger Gratton
- 2007-2014 : Destinées : Dr Samuel Johnson
- 2008 : Oka, un été indien : André Bourbeau
- 2009 : Aveux : Henri Girard
- 2012-2015 : Un sur 2 : Puff
- 2016-2019 : Blue Moon : Premier ministre
- 2018-2024 : Discussions avec mes parents de François Morency : Jean-Pierre Morency

### Cinéma
- 2001 : Un crabe dans la tête : Gallery director
- 2002 : La Turbulence des fluides : Simon Deslandes
- 2002 : Le Nèg' : Garry Racine
- 2003 : 20h17 rue Darling : Lt. Geoffrion
- 2003 : Gaz Bar Blues : Mononc' Boivin
- 2006 : Un dimanche à Kigali : Père Cardinal
- 2009 : Le Bonheur de Pierre : Raymond
- 2010 : Reste avec moi : Florian
- 2016 : Votez Bougon : Chabot